# Superfötation
Superfötation, Überbefruchtung (lat.: Superfetatio), oder Doppelträchtigkeit bezeichnet ein Phänomen, das bei der Fortpflanzung verschiedener Tierarten auftritt (z. B. Feldhase, Katze und Zwergkärpfling). Bei den Weibchen der Hasen kommt es in Ausnahmefällen zur doppelten Trächtigkeit, d. h. eine bereits trächtige Häsin kann, noch bevor sie gesetzt hat, erneut befruchtet werden. Bei Katzen besteht eine Wahrscheinlichkeit von 10 %, dass sie „überbefruchtet“ werden. Beim lebend gebärenden Zwergkärpfling dagegen ist Superfötation der Normalfall. Dadurch können die Weibchen dieser Art je nach Alter und Körpergröße innerhalb eines „Wurfzyklus“ von ca. 4 Wochen bis zu 30 Junge zur Welt bringen, nahezu eben so viele, wie die deutlich größeren (ausgewachsenen) Weibchen verwandter Arten wie Metallkärpfling, Guppy oder Platy bei einem Wurf.
Beim Menschen ist die Superfötation in der Regel unwahrscheinlich, da sich hier der Hormonspiegel im Körper nach einem Eisprung innerhalb von maximal 24 Stunden so ändert, dass kein weiterer Eisprung mehr möglich ist. Ein zweiter Eisprung ist nur kurz nach dem ersten möglich, was dann zu zweieiigen Zwillingen führen kann. Da aber in diesem Fall noch keine Schwangerschaft besteht (sondern nur ein befruchtetes Ei auf dem Weg in die Gebärmutter ist), ist dies keine Superfötation, sondern eine Superfecundatio.
Trotzdem wurde im Jahr 2009 bei einer Frau in den USA Superfötation festgestellt. Binnen eines Zyklus waren zwei Eier unabhängig voneinander befruchtet worden, wodurch sich zwei unterschiedlich alte Föten entwickelten. Die geplanten Geburtstermine waren der 24. Dezember und 10. Januar, doch beide Babys kamen durch Kaiserschnitt am selben Tag (2. Dezember) zur Welt. Im Januar 2021 wurde ein Fall von Superfötation bei bereits bestehender Zwillingsschwangerschaft aus Großbritannien berichtet. Im April 2021 vermeldete das Medizin-Journal Medizzi den Fall einer Superfötation, bei der eine Frau zuvor über einen langen Zeitraum mit Unfruchtbarkeit gekämpft hatte. Nachdem sie mit ihrem Sohn schwanger geworden war, fiel bei einer Ultraschalluntersuchung in der zwölften Schwangerschaftswoche auf, dass auch noch ein Mädchen gezeugt worden war. Zwischen den beiden Befruchtungen lagen drei Wochen. Beide Kinder kamen im September 2020 am selben Tag per Kaiserschnitt zur Welt.